# Jindřich III. Černý
Jindřich III. pro snědé zabarvení pokožky nazývaný Černý – německy der Schwarze (28. října 1017 – 5. října 1056 Bodenfelde nebo Goslar) byl v letech 1039–1056 německým králem a později také římským císařem (korunovace v Římě proběhla o Vánocích 1046). Byl synem císaře Konráda II. ze sálské (franské) dynastie a Gisely Švábské. Otec ho již v jedenácti letech (roku 1028) nechal zvolit a v Cáchách korunovat německým králem. Kromě toho mu udělil titul vévody bavorského (1027), švábského (1039) a korutanského (1039). Bojoval s českým knížetem Břetislavem I., který ho porazil roku 1040 v bitvě u Brůdku.

## Panovník a říšská církev

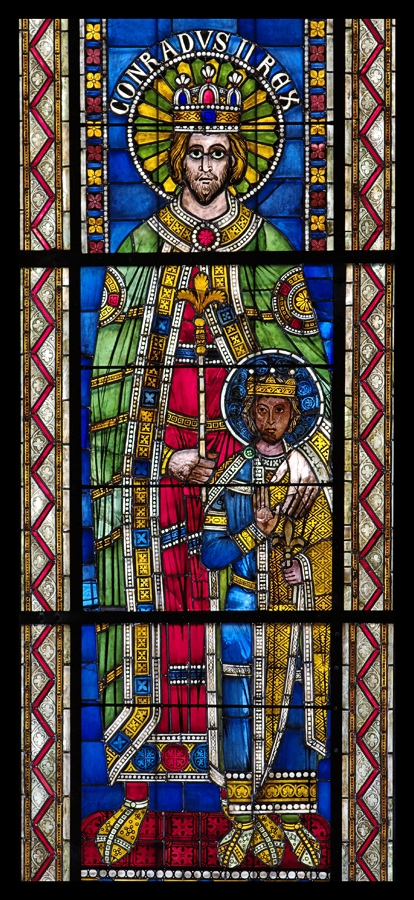
Konrád II. se synem Jindřichem (románská vitráž ze štrasburské katedrály)

Jindřich III. byl posledním císařem, který pevně ovládal nejenom říšskou církevní hierarchii, ale přímo papežskou kurii. Z jeho vůle se stali papeži duchovní německého původu, kteří mu pak garantovali vliv na kurii, a zároveň zamezili tomu, aby o jejích záležitostech rozhodovala italská šlechta jako dosud. V říši se Jindřich III. zřekl zisků, jež měla dosud z obsazování duchovních postů královská pokladna, a církevní hodnostáře vybíral podle jejich schopností a důstojnosti. Vyžadoval po nich, aby se stali věrnými královskými leníky a služebníky, zvláště když se nemohl opřít o vysokou šlechtu, která se vzpouzela upevňování královské moci. Osobně byl pokorným a snad i vroucně věřícím křesťanem. Byl přesvědčeným zastáncem clunyjského hnutí – stejně jako jeho druhá manželka Anežka z Poitou – a úsilí směřujícího k prosazení Božího příměří (treuga Dei). Ve shodě s papežem podporoval snahy o vnitřní reformu církve, aniž si uvědomoval, že jejich logickým vyústěním bude emancipace církve z dosahu světské moci, což se později vymstilo jeho nástupci Jindřichu IV.

## Čechy a střední Evropa v Jindřichově politice
Třebaže měl Jindřich III. velký zájem o ovládnutí Itálie, dával zde přednost diplomatickému jednání před přímými vojenskými zásahy. Na druhé straně se nerozpakoval zasáhnout vojensky v zemích východních sousedů říše, Čechách, Uhrách a Polsku, kde se cítil být oprávněn vměšovat se do vnitřních poměrů.
V době, kdy se Jindřich ujal vlády, dosáhl český kníže Břetislav I. významného úspěchu v Polsku. Využil totiž zdejšího povstání a je provázejících zmatků k tomu, aby v roce 1039 uspořádal válečnou výpravu s cílem získat ostatky sv. Vojtěcha, uložené v Hnězdně, a přenést je do Prahy. Zamýšlel podpořit tímto způsobem žádost adresovanou papežské kurii o zřízení samostatné arcidiecéze v Čechách. Celkem bez odporu dobyl Slezsko a v sídelním Hnězdně se zmocnil vedle relikvií také ohromné kořisti. Takový vzestup moci sousedního panovníka, navíc svého vazala, nemohl mladý Jindřich III. připustit stejně jako povznesení Čech zřízením arcibiskupství nebo dokonce povýšením na království. Poslal do Polska vyhnaného piastovského knížete Kazimíra I. s oddílem svých bojovníků a zároveň žádal na Břetislavovi, aby vrátil polskou kořist a aby se jeho vojáci stáhli ze Slezska. Tímto ultimátem se snažil vyprovokovat knížete k boji, na nějž se dobře připravil.

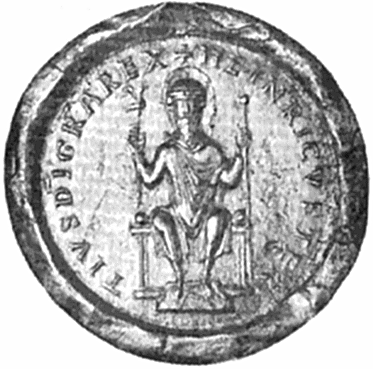
Pečeť císaře Jindřicha III.

Roku 1040 vytáhl Jindřich III. s říšským vojskem do Čech. Byla to již jeho druhá česká výprava (poprvé sem přitáhl z vůle svého otce roku 1033 a porazil knížete Oldřicha). Nyní postupovala Jindřichova vojska ve dvou proudech, menší skupina postupovala ze severu na Bílinu, větší skupina, vedená samotným králem, pak z jihozápadu na Domažlice. Tato hlavní část armády byla ovšem poražena v bitvě u vsi Brůdek a král musel uznat daný stav. Břetislav mu nabídl, že s ním bude jednat osobně, ale král se toužil pomstít za vojenskou porážku. V následujícím roce se vyhnul pohraničním zásekům, pronikl celkem bez problémů do nitra země a oblehl Břetislava na Pražském hradě.
Když se ukázalo, že biskup Šebíř i mnozí velmoži jsou přístupni kompromisům, kníže se Jindřichu III. podrobil, aby zabránil dalšímu pustošení své země. Poté se Břetislav I. dostavil na říšský sněm do Řezna, kde byla přítomna přední knížata. Pokořený a bosý prý kráčel k Jindřichově trůnu, aby se vzdal vlády a na kolenou prosil o odpuštění. Král ho pak vzal na milost a udělil mu v léno Čechy i dvě další území (soudí se, že šlo o slezské Vratislavsko a Hlohovsko). Tak skoncoval s Břetislavovým pokusem prosadit se ve střední Evropě jako mocný a na říši nezávislý vládce.
| „               | ... ti, kdo spravují práva, neřídí se právy, protože právo, jak se obecně říká, má nos z vosku a král má ruku železnou a dlouhou, aby ji mohl vztahovat na co mu libo... | “ |
| — Jindřich III. | |   |

Jindřich III. usiloval o rovnováhu politických sil v tomto prostoru, proto pomohl Kazimírovi I. obnovit rozvrácený polský stát a konsolidovat panovnickou moc. Český kníže ztratil možnost pořádat výboje na polské území, novou příležitost k expanzi do sousedství českého státu však získal, když Jindřich III. uspořádal v letech 1042–1044 tři tažení do Uher, kde vypukly boje o trůn. Zřejmě proto vzbudily uherské výpravy, zvláště ta první v roce 1042, v Čechách velký zájem.
Jindřich III. zemřel v poměrně mladém věku, krátce poté, co se navrátil z druhé italské výpravy. Jeho ostatky byly uloženy v nově vybudovaném okázalém chrámu ve Špýru, který si sálští králové zvolili za místo posledního odpočinku.

## Manželky a potomstvo
1. 1036 – Gunhilda Dánská († 1038) – dcera Knuta I. Velikého a Emmy Normandské
- Beatrix (1037 – 13. červenec 1061) – abatyše v Gandersheimu

2. 1043 – Anežka z Poitou – dcera akvitánského vévody Viléma V. a Anežky Burgundské
- Adelaida (1045–1096), abatyše v Gandersheimu a Quedlinburgu
- Gisela (1047–1053)
- Matylda (1048–1060), provdána roku 1059 za Rudolfa z Rheinfelden, švábského vévodu, od 1077 německého protikrále
- Jindřich IV. (1050–1106), od 1056 král, 1084–1106 císař Svaté říše Římské
- Konrád (1052–1055), vévoda bavorský
- Judita (1054–1092/1096), provdána za uherského krále Šalamouna († 1087), poté (od 1089) za polského knížete Vladislava I. Heřmana († 1102)